# Karlino
Karlino é um município da Polônia, na voivodia da Pomerânia Ocidental e no condado de Białogard. Estende-se por uma área de 9,4 km², com 5 958 habitantes, segundo os censos de 2016, com uma densidade de 633,8 hab/km².